# Kyselský železniční most
Kyselský železniční most je obloukový ocelový příhradový most přes Ohři z roku 1895. Původně byl postaven jako most železniční vlečky z Vojkovic do závodu Mattoni v Kyselce, v roce 1968 byl přestavěn na most silničně-železniční, v roce 2007 na silniční.  

## Popis
Jedná se o obloukový ocelový příhradový most s dolní spřaženou mostovkou. Trámová nosná konstrukce každého z polí je tvořena dvojicí hlavních nýtovaných příhradových nosníků v osové vzdálenosti 6,50 m.
Protože most má horní ztužidlo a zavětrování mezi vrcholy oblouků je podjezdná výška omezena na 4,20 m. Ocelový rošt mostovky je složen z podélníků a příčníků. Vzdálenost příčníků je dána délkou příhrad. Každý z hlavních nosníků je uložen na dvojici ocelolitinových ložisek. Pevná ložiska jsou na mezilehlém pilíři, na opěrách jsou ložiska válečková o třech válcích. Opěry na obou březích a pilíř uprostřed řeky jsou kamenné masivní.
Po mostě byla vedena tříkolejnicová splítka zahrnující jak kolejnice pro normální rozchod 1435 mm, tak třetí, prostřední kolejnici pro rozchod 480 mm úzkokolejné dráhy. Délka přemostění činí 82,14 metrů a volná šířka mostu dosahuje 6,00 metrů.

## Historie
Most byl postaven v roce 1895. 
V roce 1968 byl částečně rekonstruován a přestavěn na silničně-železniční most. Vjezd vlečky do závodu na pravém břehu byl v roce 2001 zrušen, proto ztratil smysl i přechod vlečky přes most. Hlavní dopravní zátěží se stal přejezd kamionů a nákladních vozů do závodu Mattoni za řekou.
V roce 2007 se uskutečnila další rekonstrukce, při které došlo k výměně mostovky a přestavbě chodníků. Rovněž došlo k opravě nebo výměně poškozených částí konstrukce. Vyměněny byly zkorodované nýty. Celkem bylo na mostě osazeno asi 6000 nových nýtů. Most se stal silničním s oboustrannými chodníky pro pěší. Ocelové konstrukce byly natřeny modrou barvou.